# Битва за Новий Орлеан (1815)

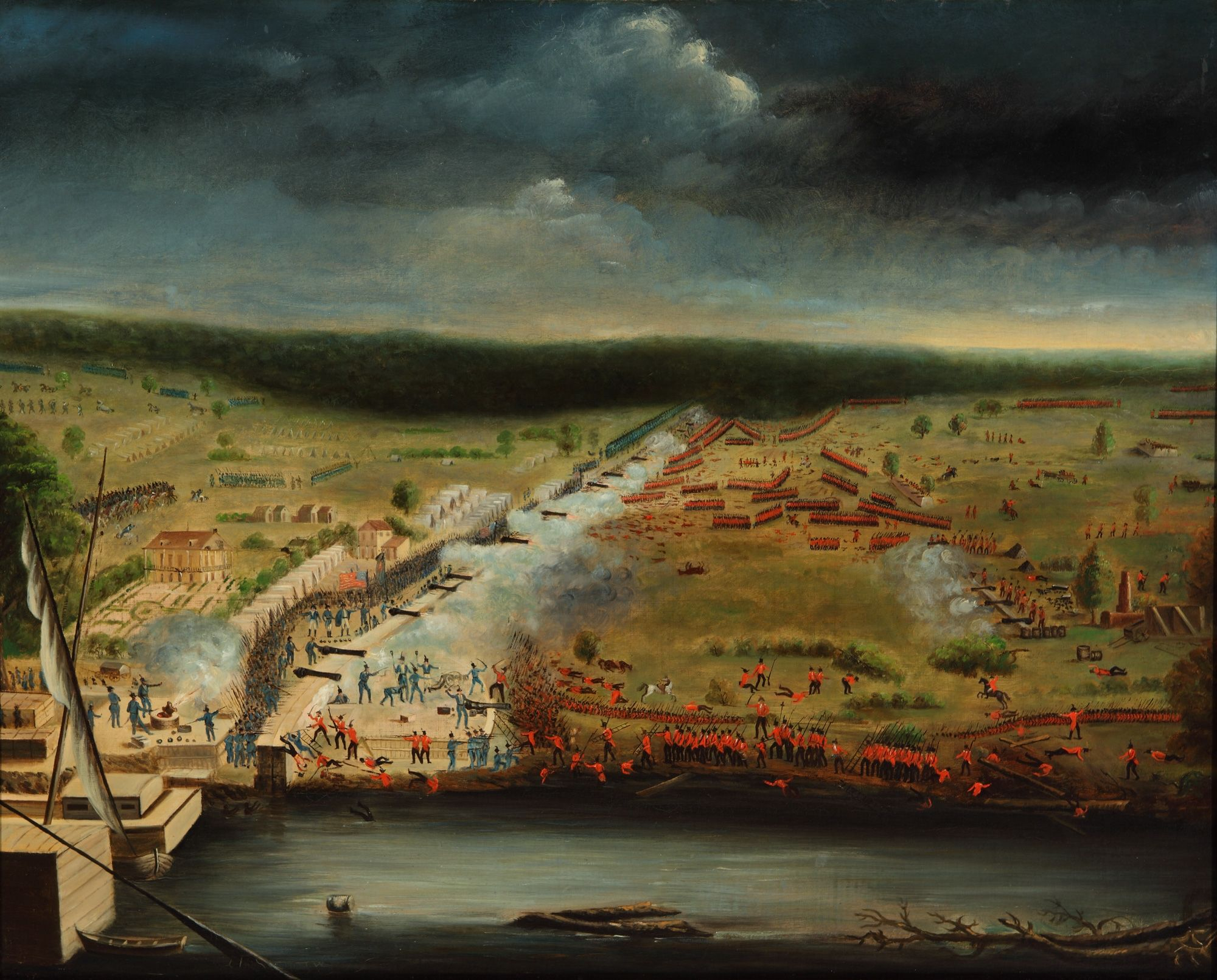
Битва за Новий Орлеан

Битва за Новий Орлеан (англ. Battle of New Orleans) — ключова битва англо-американської війни, що відбулася 8 січня 1815 року між британською армією під командуванням генерал-майора сера Едварда Пакенгама та армією США під командуванням генерал-майора Ендрю Джексона, приблизно у 8 км на південний схід від сучасного Французького кварталу Нового Орлеана, в нинішньому передмісті Чалметта, Луїзіана.
Битва стала кульмінацією п'ятимісячної кампанії в затоці (вересень 1814 — лютий 1815), спробі британських експедиційних військ опанувати Новий Орлеан, Західну Флориду та, можливо, територію Луїзіана, яка почалася в першій битві при форті Боуєр. Британія розпочала кампанію в Новому Орлеані 14 грудня 1814 року в битві на озері Борньє, і за кілька тижнів до останньої битви відбулися численні сутички та артилерійські дуелі.
Битва відбулася через 15 днів після підписання Гентського договору, який формально завершив війну 1812 року, 24 грудня 1814 року, хоча він не був ратифікований урядом США (і тому не набув чинності) до 16 лютого 1815 року, оскільки новини про угоду ще не дійшли до Сполучених Штатів з Європи. Попри перевагу британців у чисельності, підготовці та досвіді, американські сили перемогли погано виконаний штурм трохи більше ніж за 30 хвилин. Американці зазнали втрату 71 людини, тоді як британці втратили понад 2000, включаючи смерть Пакенгема та його заступника генерал-майора Семюеля Гіббса.

## Історія

### Передумови
У серпні 1814 року Велика Британія та США почали переговори про припинення війни, що спалахнула між країнами у 1812 році. Однак, 24 жовтня 1814 року британський державний секретар у справах війни та колоній Генрі Батерс видав секретний наказ генералу Пакенгама, наказуючи йому продовжувати війну, навіть якщо він почує чутки про мир. Батерс висловив стурбованість тим, що США можуть не ратифікувати договір, і не хотів, щоб Пакенгам поставив під загрозу його сили або втратив можливість перемогти. До цього, у серпні 1814 року, віцеадмірал Кокрейн переконав Адміралтейство, що кампанія за опанування Нового Орлеана послабить рішучість Америки в діях проти Канади та прискорить успішне завершення війни.
Існувало велике занепокоєння тим, що британці та їхні іспанські союзники хотіли повернути території купівлі Луїзіани, оскільки вони не визнавали жодних земельних угод, укладених Наполеоном (починаючи з уступки Іспанією Луїзіани Франції у 1800 році, а потім у 1804 році Франція продала Луїзіану Сполученим Штатам). Ось чому британці вторглися в Новий Орлеан під час ведення переговорів за підписання Гентського договору. Існує теорія, що якби британці виграли битву за Новий Орлеан, вони, ймовірно, витлумачили б, що всі території, отримані в результаті купівлі Луїзіани 1803 року, вважаються недійсними і не можуть бути частиною території США.
14 грудня 1814 року флот британських кораблів під командуванням адмірала сера Александра Кокрейна став на якір в Мексиканській затоці східніше озер Понтчартрейн та Борньє. Американська флотилія з п'яти канонерських човнів під командуванням лейтенанта Томаса ап Кейтсбі Джонса заблокувала доступ британців до озер. 14 грудня близько 980 британських моряків і королівських морських піхотинців під командуванням капітана Ніколаса Лок'єра вирушили атакувати війська Джонса. Люди Лок'єра пливли на 42 гребних човнах, майже всі озброєні невеликими карронадами. Лок'єр захопив кораблі Джонса в результаті швидкоплинного бою. Втрати включали 17 британських моряків убитими і 77 пораненими, тоді як 6 американців було вбито, 35 поранено, а решта екіпажів взято в полон. Серед поранених були і Джонс, і Лок'єр.
1600 британських солдатів під командуванням генерала Джона Кіна було переправлено на веслах 60 миль на захід від острова Кет до острова Пі (можливо, нині острів Перл), розташованого приблизно в 30 милях (48 км) на схід від Нового Орлеана. Переправлення військ зайняло шість днів і ночей, кожен транзит займав близько десяти годин.
Існували три потенційні шляхи на схід від Міссісіпі, якими британці могли б піти, окрім просування вгору по самій Міссісіпі. Замість того, щоб повільно наближатися до Нового Орлеана вгору по річці Міссісіпі, британці вирішили наступати на місто сухопутним шляхом.
Вранці 23 грудня Кін і авангард з 1800 британських солдатів досягли східного берега річки Міссісіпі, за 9 миль (14 км) на південь від Нового Орлеана. Вони могли напасти на місто, просунувшись за кілька годин незахищеною річковою дорогою, але Кін вирішив розташуватися табором на плантації Лакоста і чекати на прибуття підкріплення.

### Перші зіткнення
Після отримання даних розвідки ввечері 23 грудня, Джексон на чолі 2131 чоловіка розпочав короткий тристоронній штурм з півночі на нічого не підозрюючих британських військ, які відпочивали у своєму таборі. В результаті бою американці зазнали втрату 24 убитими, 115 пораненими і 74 зниклими безвісти, тоді як британці повідомили про свої втрати: 46 убитих, 167 поранених і 64 зниклих безвісти. Завдяки цій раптовій атаці, американці виграли час, щоб перетворити канал на сильно укріплену оборонну споруду.
На Різдво на поле бою прибув генерал Едвард Пакенгем. Через два дні він отримав від адмірала Кокрейна дев'ять великих корабельних артилерійських гармат, щоб протистояти двом військовим кораблям ВМС США, шлюпу «Луїзіана» та шхуні «Кароліна», які обстрілювали позиції британської армії протягом 24 годин на добу з річки Міссісіпі. «Кароліна» була потоплена британцями, але «Луїзіана» вижила завдяки місцевим піратам, які відтягнули корабель до берега з-під досяжності вогню британської артилерії. Хоча два кораблі більше не становили загрози для британців, але Джексон наказав уцілілим гарматам і екіпажам кораблів розташуватися на західному березі та забезпечувати вогневе прикриття від будь-якого британського нападу в напряму Нового Орлеана.

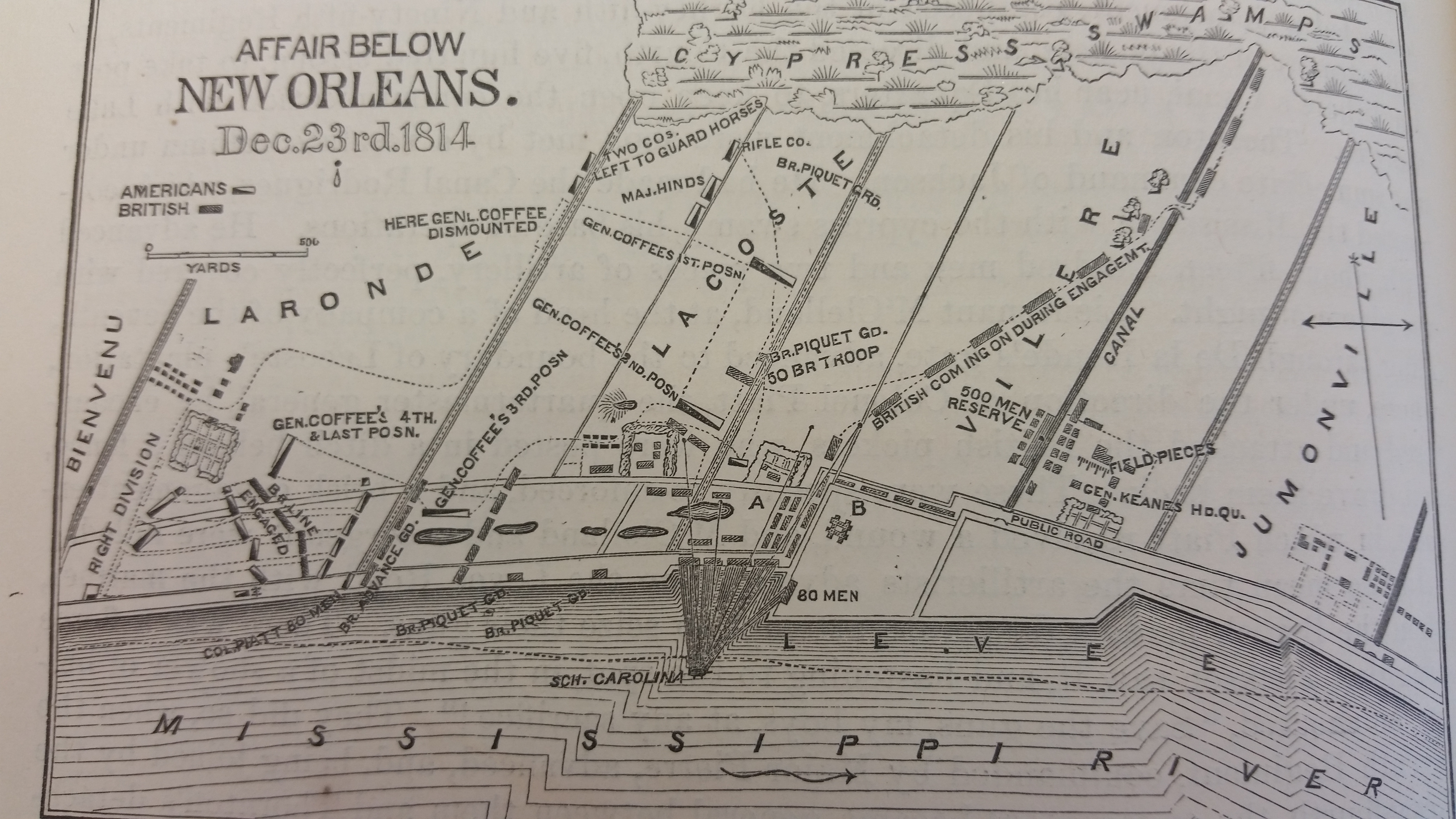
Бої за Новий Орлеан 23 грудня 1814 року

28 грудня Пакенгем наказав провести розвідку боєм, намагаючись перевірити оборонні спроможності противника, що окопався по лінії Джексона. На правому фланзі цього імпровізованого наступу британські солдати своєю величезною демонстрацією сили викликали паніку у ополченців, що відступили зі своїх рубежів, і були всього в декількох сотнях метрів від прориву лінії оборони, але лівий фланг смуги наступу перетворився на суцільну катастрофу для британців. Суттєву роль у відбитті ворожого наступу зіграли уцілілі артилерійські гармати з двох нейтралізованих військових кораблів. Британці зазнали 16 людей убитими і 43 пораненими, а американці — 7 убитими і 10 пораненими.

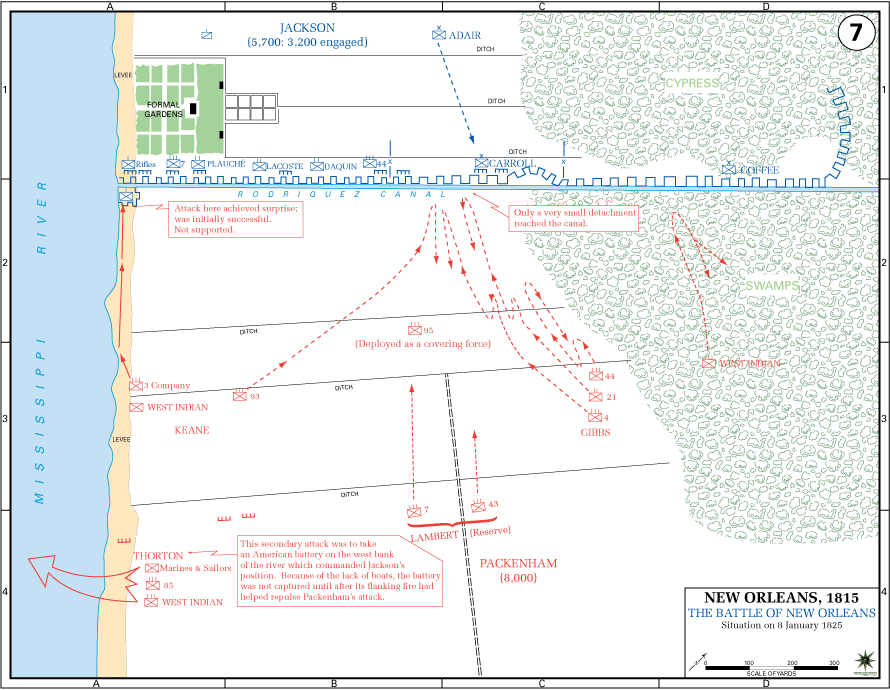
Карта битви за Новий Орлеан 8 січня 1815 року

Коли британські сили відступили, американці негайно почали споруджувати земляні укріплення для захисту артилерійських батарей, ще більше зміцнюючи лінію Джексона. Вони встановили вісім батарей, які включали одну 32-фунтову гармату, три 24-фунтові, одну 18-фунтову, три 12-фунтові, три 6-фунтові та 6-дюймову (150-мм) гаубицю. Джексон також послав загін на західний берег Міссісіпі, щоб укомплектувати два 24-фунтові та два 12-фунтові кораблі, що сіли на мілину, і знерухомлений військовий корабель «Луїзіана».
У новорічну ніч 1815 року головні сили британської армії прибули на позиції. Британці розпочали артилерійський обстріл американських фортифікаційних укріплень. Американці швидко оговталися і мобілізували власну артилерію й відкрили вогонь у відповідь. Почалася артилерійська дуель, яка тривала три години. Кілька американських гармат були уражені, включаючи 32-фунтову, 24-фунтову та 12-фунтову, а земляним спорудам було завдано певної шкоди. Британці постраждали ще більше, втративши 13 своїх гармат (п'ять із семи британських батарей американці придушили). Британська артилерія, що залишилася, нарешті вичерпала свої боєприпаси, і Пакенгем скасував атаку. Генерал-майор Гіббс під час артилерійської дуелі послав солдатів спробувати обійти лінію Джексона з правого флангу. Об'єднані сили ополчення штату Теннессі та воїнів чокто відкрили щільний вогонь зі стрілецької зброї, щоб відбити цей маневр. Ополченці Теннессі та Чокто навіть просунулися вперед перед лінією Джексона та контратакували у партизанському стилі, щоб гарантувати відхід британців. Після чергової невдачі прорвати лінію Джексон Пакенгем вирішив дочекатися зосередження усіх своїх сил з 8000 чоловіків, перш ніж продовжити атаку. Наслідком цих дій стала втрата британцями 45 людей убитими та 55 пораненими в артилерійській дуелі, а американці втратили 11 убитими та 23 пораненими.

### Битва
8 січня 1815 року британські війська вирушили на штурм захисних позицій ліній Джексона. До цього часу американцями було збудовано три оборонні лінії за чотири милі від міста, посилених біля каналу Родрігеса, що тягнувся від боліт до річки. Захисні укріплення були з деревом, брустверами з амбразурами і земляними насипами для артилерійських гармат.
План британського командування полягав в атаці 20-гарматної батареї на західному березі для зниження шкоди від вогневого впливу американської артилерії, ці гармати передбачалося надалі захопити і використовувати для фронтальної атаки проти самих американців. Рано-вранці 8 січня Пакенгем віддав останні накази для двосторонньої атаки на позиції генерала Джексона. 85-й полк полковника Вільяма Торнтона мав уночі перетнути Міссісіпі із загоном з 780 чоловік, після чого в прискореному режимі пропливти вгору по річці і штурмувати батарею комодора Даніеля Паттерсона на фланзі основних американських укріплень, після чого було необхідно відкрити фланговий вогонь артилерії по позиціях американських військ. Після цього у наступ переходили головні сили британської армії. Атака здійснювалася на укріпленні позиції двома колонами (вздовж річки наступали сили Кіна, вздовж боліт — генерал-майора Семюеля Гіббса). Бригада генерал-майора Джона Ламберта залишалася у резерві.
Британцями був проритий канал, щоб 42 невеликі човни змогли дістатися до річки. Однак вранці 8 січня прориті моряками Кокрейна канали обвалилися, через зведення нової греблі моряки змогли виступити тільки на світанку, згаявши 12 годин. Фронтальна атака не була відкладена, бо була надія на диверсію на західному березі, навіть якщо сам напад не буде успішним.
Дві основні атаки на американські позиції було відбито. Пакенгем та його заступник, майор-генерал Семюель Гіббс, були смертельно поранені картечним вогнем із земляних укріплень. Майор Вілкінсон з 21-го полку, перебудувавши бойовий порядок британських військ, розпочав третій штурм. Разом із солдатами він дістався окопів і спробував досягти вершини, але був поранений. Вражені його хоробрістю американці, що оборонялися, пізніше віднесли його за стіну. Коли більшу частину старшого офіцерства було вбито або поранено, британські солдати, включаючи 93-й полк, не маючи наказу відступити або сховатися, були розстріляні картечним вогнем з позицій Джексона. Генерал Ламберт, який знаходився в резерві, взяв командування на себе і наказав відступати, для прикриття цієї операції були використані резервні сили.
Битва за Новий Орлеан вирізняється короткостроковістю та нерівними, майже односторонніми втратами британської сторони. За двадцять п'ять хвилин бою британці втратили 700 людей убитими, 1400 пораненими та 500 полоненими (майже третину від загальної кількості солдатів, які брали участь у бойових діях того дня), загальні втрати становили 2600 осіб; американці втратили семеро вбитих і шести поранених. Після закінчення бою близько 500 британських солдатів, що вдавали мертвих, здалися американцям. Один британський хлопчик-горніст заліз на дерево за 200 метрів від американської лінії, де продовжив виконувати свої обов'язки всю битву, попри снаряди, що пролітали поруч. Після битви його взяли в полон і визнали героєм самі переможці.
Головним винуватцем поразки був визнаний підполковник Маллінс із 44-го полку, чиї війська мали принести сходи та фашини для подолання канав та підйому парапетом. Його звинувачували у втраті довіри та знаходженні за півмилі у тилу в той момент, коли він був потрібен на фронті. Пакенгем, який дізнався про поведінку Маллінса, замінив його на посту командира 44-го полку, намагаючись вивести його солдатів до місця бою з облоговими знаряддями, необхідними для штурму укріплень. Перебуваючи у 500 ярдах від лінії фронту, він був уражений осколком артилерійського снаряду, а після посадки на коня він вдруге отримав вже смертельне поранення.

### Наслідки
Битва за Новий Орлеан була надзвичайною як своєю очевидною стислістю, так і своїми втратами, хоча деякі цифри є досі спірними та суперечать офіційній статистиці. Захисники лівого флангу зазнали втрату 11 людей убитими та 23 пораненими; американські втрати становили лише 13 убитих, 39 поранених і 19 зниклих безвісті чи полонених загалом того дня. Історики Роберт Реміні та Вільям К. Девіс посилаються на британські звіти про втрати: 291 загиблий, 1262 поранених і 484 зниклих безвісти, загальні втрати становлять 2037 осіб. Серед полонених, узятих під час відступу британців з поля бою, за оцінками Джексона, три сотні були смертельно пораненими. У депеші полковника Артура П. Гейна Джексону від 13 січня за оцінками британців було 700 загиблих і 1400 поранених, з 501 військовополоненим.
Велика кількість втрат, яких зазнали британці на лівому берегу, свідчить про те, що вони не зуміли зберегти елемент раптовості, оскільки захисники були завчасно попереджені через затримки при проведенні противником атаки на правий берег. Нездатність британців пробити парапет і остаточно ліквідувати першу лінію оборони призвела до значних втрат, оскільки послідовні хвилі людей марширували колоною, тоді як підготовлені захисники змогли спрямувати свій вогонь у тіснину, якою рушили британські солдати, оточену берегом річки та болотом. Американська гармата відкрила вогонь, коли англійці були на відстані 500 ярдів, стрільці — на відстані 300 ярдів, а мушкети — на відстані 100 ярдів.
Британці планували пропливти вгору Міссісіпі, але на їхньому шляху знаходився форт Сейнт-Філіп, який захищав Новий Орлеан від можливого морського десанту з боку Мексиканської затоки. 9 січня флот атакував американські укріплення, але об'єднаними зусиллями гарнізону та кораблів атаку вдалося відбити. Наступні десять днів тривало бомбардування форту, за підсумками якого 18 січня британські кораблі відступили.

#### Відступ британців
Через три дні після бою генерал Джон Ламберт провів військову раду, за підсумками якої захоплення Нового Орлеана та продовження бойових дій у Луїзіані були визнані надто дорогими, навіть незважаючи на новини про захоплення ворожої артилерійської батареї на західному березі річки. Командний склад погодив план відступу і 19 січня британці залишили свій табір у плантації Віл'єр.
4 лютого 1815 року британський флот з усіма військами відплив до алабамської затоки Мобіл Бей, 12 лютого в гирлі Мобіл Бей ними був захоплений форт Бойєр. Було розпочато підготовку до захоплення самого Мобіла, але наступного дня британці отримали новини про підписаний мир. Генерал Джексон планував напасти на супротивника в Мобіл Бей і продовжити війну в іспанській Флориді, яку Велика Британія використовувала як опорну базу. Парламент ратифікував мирний договір, тоді як схвалення американського конгресу та президента затяглося до середини лютого. Проте було вирішено припинити бойові дії, і британці, залишивши форт Бойєр, вирушили до Вест-Індії.
Продовження війни в Америці у будь-якому випадку стало складним для британців, особливо після втечі Наполеона з острова Ельба 26 лютого 1815 і початку «Ста днів» в Європі. У Гентському договорі не згадувалась територія, продана Францією американцям; обидві сторони зобов'язалися повернути один одному захоплені в ході воєнних дій володіння.